# 13. oklepna divizija (ZDA)
13. oklepna divizija (izvirno angleško 13th Armored Division) je bila oklepna divizija Kopenske vojske ZDA.